# フランツ・フォン・ヤウナー

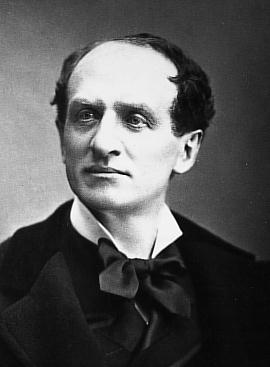
フランツ・フォン・ヤウナー

フランツ・フォン・ヤウナー（Franz von Jauner、1831年11月14日 - 1900年2月23日）は、オーストリアの演出家、劇場支配人。

## 略歴
ウィーン宮廷歌劇場の第3代総監督。ジョルジュ・ビゼー作曲『カルメン』の魅力を逸早く見出し、リヒャルト・ワーグナーの音楽をウィーンに紹介することに功績があった。のち、経営難に陥っていたウィーンのカール劇場の再建のために同劇場に招聘されたが失敗、一連の事態に意気阻喪し拳銃自殺をとげた。

## 註
Jauner Franz von. In: Österreichisches Biographisches Lexikon 1815–1950 (ÖBL). Band 3, Verlag der Österreichischen Akademie der Wissenschaften, Wien 1965, S. 87.

## リンク
- フランツ・フォン・ヤウナー - Aeiou Encyclopedia （ドイツ語）